# Simona Scocchetti
Simona Scocchetti (Foligno, 30 de julio de 1985) es una deportista italiana que compite en tiro, en la modalidad de tiro al plato.
Ganó una medalla de plata en el Campeonato Mundial de Tiro al Plato de 2013, en la prueba de skeet. En los Juegos Europeos de Cracovia 2023 consiguió una medalla de oro en la prueba de skeet mixto.

## Palmarés internacional
| Campeonato Mundial | Campeonato Mundial | Campeonato Mundial | Campeonato Mundial |
| Año                | Lugar              | Medalla            | Prueba             |
| ------------------ | ------------------ | ------------------ | ------------------ |
| 2013               | Lima (Perú)        | Medalla de plata   | Skeet              |
| Juegos Europeos    |                    |                    |                    |
| Año                | Lugar              | Medalla            | Prueba             |
| 2023               | Cracovia (Polonia) | Medalla de oro     | Skeet mixto        |